# Richard Loo

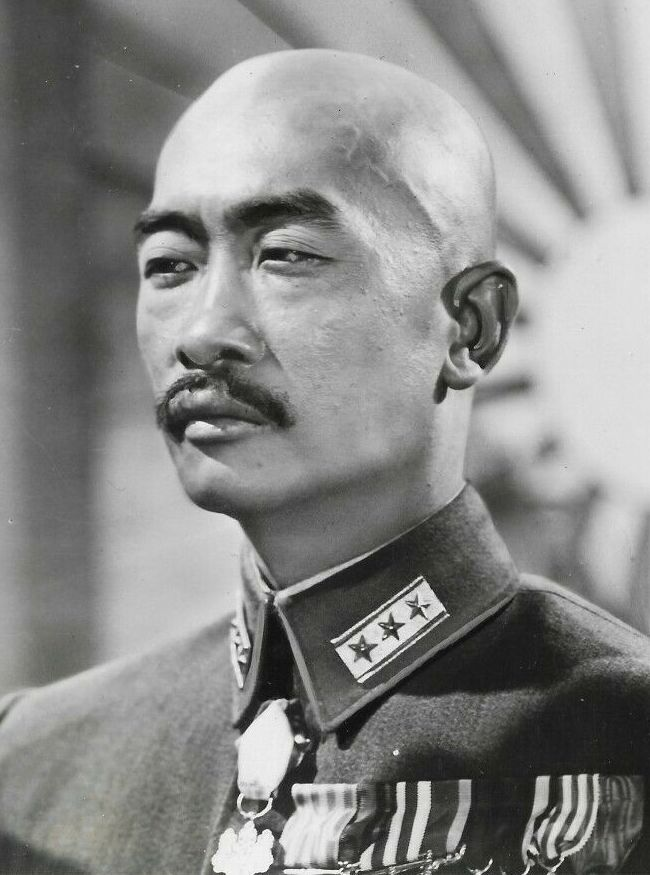
Richard Loo

Richard Loo (* 1. Oktober 1903 auf Maui, Hawaii; † 20. November 1983 in Los Angeles, Kalifornien) war ein US-amerikanischer Schauspieler chinesischer Herkunft.

## Leben
Der Sohn chinesischer Eltern wurde auf Hawaii geboren und besaß einen Abschluss in Wirtschaft von der University of California. In den 1920er-Jahren führte er eine Importfirma, die allerdings nach dem Börsencrash 1929 und dem Beginn der Great Depression in den Konkurs gehen musste. Daraufhin wurde er Schauspieler.
Seine Filmkarriere startete Richard Loo 27-jährig mit einer kleinen Nebenrolle in Frank Capras Abenteuerfilm Das Luftschiff. Seine Figuren und Rollentypen waren vor allem durch seine asiatische Herkunft vorbestimmt; in einer Zeit, als es in Hollywood für nicht weiß-amerikanisch oder europäisch aussehende Schauspieler schwierig war, an große Rollen zu gelangen. In den amerikanischen Kriegs- und Propagandafilmen des Zweiten Weltkrieges verkörperte er oftmals brutale japanische Militäroffiziere, etwa in Wake Island (1942) oder The Purple Heart (1944). Er spielte aber auch gelegentlich Herrschaftsfiguren wie Könige und Kaiser. Zu seinen bekannteren Filmen zählen Mr. Moto und der China-Schatz, Malaya, Die Hölle von Korea, Treffpunkt Hongkong, Abenteuer in Panama, Der Weg nach Marokko, und In 80 Tagen um die Welt. Oft handelte es sich bei seinen Filmen auch in der Nachkriegszeit um Kriegsstreifen wie etwa Kanonenboot am Yangtse-Kiang.
In den 1950er Jahren war er auch am Broadway zu sehen, so unter anderem in dem Musical South Pacific oder der Komödie The Teahouse of the August Moon (später auch verfilmt). Ebenfalls ab den 1950er-Jahren übernahm er auch viele Fernsehrollen. Seine letzte Kinorolle hatte Loo im Jahr 1974 bei James Bond: in dem Film Der Mann mit dem goldenen Colt verkörperte er an der Seite von Roger Moore einen Multimillionär namens Hai Fat. Danach kam er noch bis zum Jahr 1981 zu einigen Gastrollen im Fernsehen. Insgesamt umfasst Loos filmisches Schaffen zwischen 1931 und 1981 mehr als 170 Film- und Fernsehproduktionen.
Loo starb im November 1983 im Alter von 80 Jahren; er hinterließ seine Ehefrau Hope, zwei Töchter sowie ein Enkelkind.

## Filmografie (Auswahl)
- 1932: Abenteuer in Shanghai (War Correspondent)
- 1932: The Bitter Tea of General Yen
- 1934: Treffpunkt: Paris! (Now and Forever)
- 1934: Der bunte Schleier (The Painted Veil)
- 1935: Stranded
- 1935: Abenteuer im Gelben Meer (China Seas)
- 1936: Sonnenscheinchen (Stowaway)
- 1936: Dünner Mann, 2. Fall (After the Thin Man)
- 1937: Die gute Erde (The Good Earth)
- 1937: In den Fesseln von Shangri-La (Lost Horizon)
- 1937: The Soldier and the Lady
- 1937: Mr. Moto und der China-Schatz (Thank You, Mr. Moto)
- 1938: Zu heiß zum Anfassen (Too Hot to Handle)
- 1939: Lady of the Tropics
- 1941: Fluchtweg unbekannt (They Met in Bombay)
- 1942: Bombs Over Burma
- 1942: Wake Island
- 1942: Abenteuer in Panama (Across the Pacific)
- 1942: Unternehmen Tigersprung (Flying Tigers)
- 1942: Der Weg nach Marokko (Road to Morocco)
- 1942: Star Spangled Rhythm
- 1943: Flucht in die Freiheit (Flight for Freedom)
- 1943: Neun Kinder und kein Vater (The Amazing Mrs. Holliday)
- 1943: Mutige Frauen (So Proudly We Hail!) (Stimme)
- 1943: Jack London
- 1944: The Purple Heart
- 1944: Dr. Wassells Flucht aus Java (The Story of Dr. Wassell)
- 1944: Schlüssel zum Himmelreich (The Keys of the Kingdom)
- 1945: Am Himmel von China (China Sky)
- 1945: Stahlgewitter (Back to Bataan)
- 1948: Opium (To the Ends of the Earth)
- 1948: Der Mann ohne Gesicht (Rogues’ Regiment)
- 1949: Die China-Mission (State Department: File 649)
- 1949: Malaya
- 1951: Die Hölle von Korea (The Steel Helmet)
- 1951: Unternehmen Seeadler (Operation Pacific)
- 1951: Ich war eine amerikanische Spionin (I Was an American Spy)
- 1952: Der Fall Cicero (5 Fingers)
- 1953: Durch die gelbe Hölle (Destination Gobi)
- 1954: Inferno (Hell and High Water)
- 1954: Der sympathische Hochstapler (Living It Up)
- 1954: Hotel Schanghai (The Shanghai Story)
- 1955: Treffpunkt Hongkong (Soldier of Fortune)
- 1955: Alle Herrlichkeit auf Erden (Love Is a Many-Splendored Thing)
- 1956: Der Eroberer (The Conqueror)
- 1956: In 80 Tagen um die Welt (Around the World in 80 Days)
- 1957: Der Engel mit den blutigen Flügeln (Battle Hymn)
- 1958: Vier Pfeifen Opium (The Quiet American)
- 1958: Die Todesfalle von Hongkong (Hong Kong Affair)
- 1961: Maverick (Fernsehserie, Folge 5x03)
- 1961: Flucht aus der Hölle (Seven Women from Hell)
- 1961: Bonanza (Fernsehserie, Folge 3x11 Die erlauchten Herren Cartwright)
- 1962: Bekenntnisse eines Opiumsüchtigen (Confessions of an Opium Eater)
- 1962: Der König von Hawaii (Diamond Head)
- 1962: Das Mädchen Tamiko (A Girl Named Tamiko)
- 1963: Perry Mason (Fernsehserie, Folge 7x08)
- 1965: Tennisschläger und Kanonen (I Spy, Fernsehserie, Folge 1x01)
- 1965: Die Seaview – In geheimer Mission (Voyage to the Bottom of the Sea, Fernsehserie, Folge 2x02)
- 1965: Amos Burke (Burke’s Law, Fernsehserie, Folge 3x10)
- 1965: Privatdetektivin Honey West (Honey West, Fernsehserie, Folge 1x02)
- 1966: Bezaubernde Jeannie (I Dream of Jeannie, Fernsehserie, Folge 1x21)
- 1966: Solo für O.N.C.E.L. (The Man from U.N.C.L.E., Fernsehserie, Folge 2x30)
- 1966: Kanonenboot am Yangtse-Kiang (The Sand Pebbles)
- 1967: Lieber Onkel Bill (Family Affair, Fernsehserie, Folge 1x23)
- 1967: Meine drei Söhne (My Three Sons, Fernsehserie, Folge 7x32)
- 1968: Hawaii Fünf-Null (Hawaii Five-O, Fernsehserie, Folge 1x06)
- 1968–1970: Ihr Auftritt, Al Mundy (It Takes a Thief, Fernsehserie, 3 Folgen)
- 1969: Dr. med. Marcus Welby (Marcus Welby, M.D., Fernsehserie, Pilotfolge)
- 1970: Verliebt in eine Hexe (Bewitched, Fernsehserie, Folge 6x15)
- 1970: Die Pechvögel (One More Time)
- 1970: Wo, bitte, geht’s zur Front? (Which Way to the Front?)
- 1971: Heißes Gold aus Calador (One More Train to Rob)
- 1972–1974: Kung Fu (Fernsehserie, 6 Folgen)
- 1973: Der Chef (Ironside, Fernsehserie, Folge 7x03)
- 1973: Ein Sheriff in New York (McCloud, Fernsehserie, Folge 4x02)
- 1974: Owen Marshall – Strafverteidiger (Owen Marshall, Fernsehserie, Folge 3x15)
- 1974: James Bond 007 – Der Mann mit dem goldenen Colt (The Man with the Golden Gun)
- 1981: Der unglaubliche Hulk (The Incredible Hulk, Fernsehserie, Folge 4x11)